# Mahlberg
Mahlberg – miasto w Niemczech, w kraju związkowym Badenia-Wirtembergia, w rejencji Fryburg, w regionie Südlicher Oberrhein, w powiecie Ortenau, wchodzi w skład wspólnoty administracyjnej Ettenheim. Leży w Schwarzwaldzie, ok. 20 km południe od Offenburga, pomiędzy autostradą A5 a drogą krajową B3.